# Jennifer Camper
Pour les articles homonymes, voir Camper.
Œuvres principales
- Rude Girls and Dangerous Women
- SubGURLZ

Jennifer Camper est une auteure de comics américaine, qui vit à Brooklyn (New York).
Ses comics ont pour personnages principaux des lesbiennes vivant dans la rue ou dans le métro, énergiques et déterminées.
Elle dirige aussi des anthologies de bande dessinée lesbienne et gay rassemblant des planches des dessinateurs les plus connus ayant abordé ces sujets aux États-Unis.

## Biographie

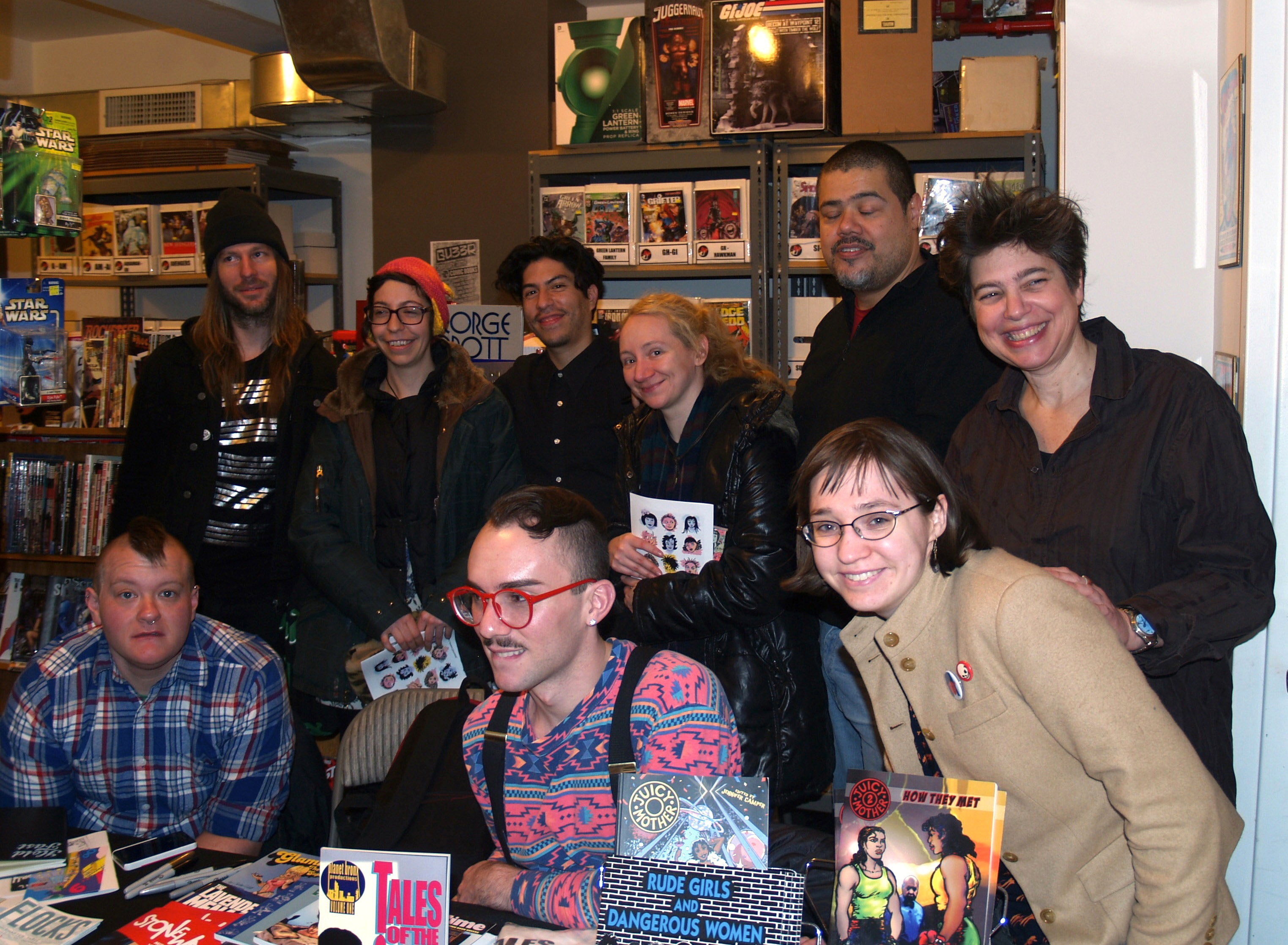
Camper, à droite sur la photo avec d'autres auteurs de bande dessinée LGBT le 28 février 2014 dédicaçantl'anthologie LGBT Qu33r.

Camper, qui s'affirme comme lesbienne a réalisé des comics depuis les années 1980. Son travail est paru dans plusieurs publications. Elle est aussi éditrice du comics Juicy Mother. Son travail dans ce cadre est important puisqu'il s'agit de la première anthologie de bandes dessinées homosexuelles depuis Gay Comix. Elle a aussi publié deux comics qu'elle a écrits et dessinés. Camper s'intéresse aux questions du genre, de la race, des classes sociales et de la politique. Camper a écrit sur le SIDA à partir de son expérience d'infirmière s'occupant de personnes atteintes de la maladie.
En 2015, Camper lance la biennale de conférences Queers & Comics, une réunion internationale d'auteurs homosexuels, La première conférence s'est tenue sous le patronage du Center for LGBT Studies à New York et comptait comme intervenants Howard Cruse et Alison Bechdel.

## Publications
- Rude Girls and Dangerous Women', Laugh Line Press, 1994.
- Subgurlz, Cleis Press, 1999.
- Participation à : Diane Noomin et collectif, Drawing Power: Women's stories of sexual violence, harassment and survival, Abrams Books, 2019 (ISBN 9781419736193), prix Eisner de la meilleure anthologie 2020[4]
  - traduit en français par Samuel Todd sous le titre Balance ta bulle : 62 dessinatrices témoignent du harcèlement et de la violence sexuelle, Massot Éditions, 2020  (ISBN 978-2380352283)

### Direction d'ouvrages
- Juicy Mother: Number One: Celebration, avec Alison Bechdel, Howard Cruse, Diane DiMassa, Leanne Franson, Joan Hilty, G.B. Jones, Robert Kirby, Ariel Schrag, Ivan Valez Jr., Soft Skull Press, 2005:  (ISBN 1-932360-70-0)
- Juicy Mother, Number Two: How They Met, avec Alison Bechdel, Howard Cruse, Diane Dimassa, Leanne Franson, Joan Hilty, G.B. Jones, David Kelly, Robert Kirby, Ariel Schrag, Lawrence Schimel, Scott Treleaven, Ivan Valez Jr., Manic D Press, 2007:  (ISBN 978-1-933149-20-2)